# Kringuim
Kringuim (auch: Kiriguim, Kiringuim, Kringim) ist ein Dorf in der Landgemeinde Kellé in Niger.

## Geographie
Das Dorf befindet sich rund 85 Kilometer östlich des Hauptorts Kellé der gleichnamigen Landgemeinde, die zum Departement Gouré in der Region Zinder gehört. Es liegt auf einer Höhe von 345 m. Zu den Siedlungen in der näheren Umgebung von Kringuim zählen Gadjamni im Nordwesten, Boutti und Kouloumfardou im Südosten sowie Karamba, Sananawa und Boudjouri im Südwesten.
Kringuim ist Teil der Übergangszone zwischen Sahara und Sahel. Die durchschnittliche jährliche Niederschlagsmenge beträgt hier zwischen 200 und 300 mm. Östlich des Dorfs beginnt eine große sandige Ebene, die sich bis N’Guigmi am Tschadsee erstreckt. Hier wachsen Zahnbürstenbaume und, in geringerem Ausmaß, Leptadenia pyrotechnica und Acacia raddiana. In den wenigen Niederungen findet sich die Doumpalmen-Art Hyphaene thebaica. Die Krautschicht ist von der Zypergräser-Art Cyperus jeminicus und der Süßgräser-Art Aristida pallida geprägt.
Kringuim besteht aus drei Ortsteilen, die jeweils von einem traditionellen Ortsvorsteher (chef traditionnel) geleitet werden.

## Geschichte

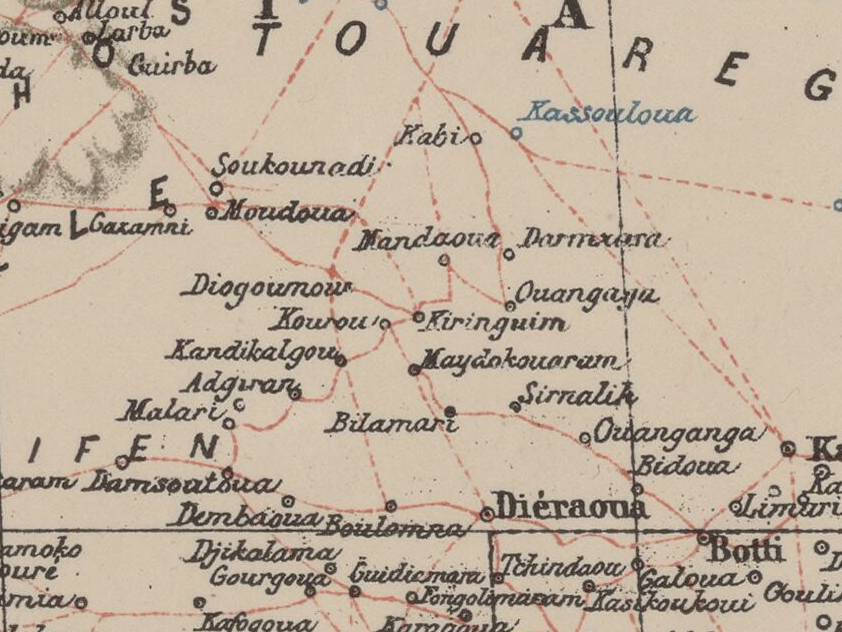
Ausschnitt einer Karte von 1903 mit Kringuim (Kiringuim) im Zentrum

Die landesweite Ernährungskrise von 2010 war auch von einer Futtermittelknappheit begleitet. In Kringuim kam es zu einem massiven Viehsterben.

## Bevölkerung
Bei der Volkszählung 2012 hatte Kringuim 2391 Einwohner, die in 426 Haushalten lebten. Bei der Volkszählung 2001 betrug die Einwohnerzahl 1285 in 265 Haushalten und bei der Volkszählung 1988 belief sich die Einwohnerzahl auf 1269 in 276 Haushalten.
Die Bevölkerungsdichte in diesem Gebiet ist gering und liegt bei unter 10 Einwohnern je Quadratkilometer.

## Wirtschaft und Infrastruktur
Kringuim liegt in einem Gebiet der Naturweidewirtschaft, wobei vor allem die Rinder- und Schafzucht wirtschaftlich bedeutend sind und in das ackerbauliche Aktivitäten aus dem Süden vordringen. In der Siedlung wird ein bedeutender Viehmarkt abgehalten. Eine Getreidebank wurde in den 1980er Jahren etabliert. Mit einem Centre de Santé Intégré (CSI) ist ein Gesundheitszentrum vorhanden. Es gibt eine Schule.